# Эмаус (праздник)

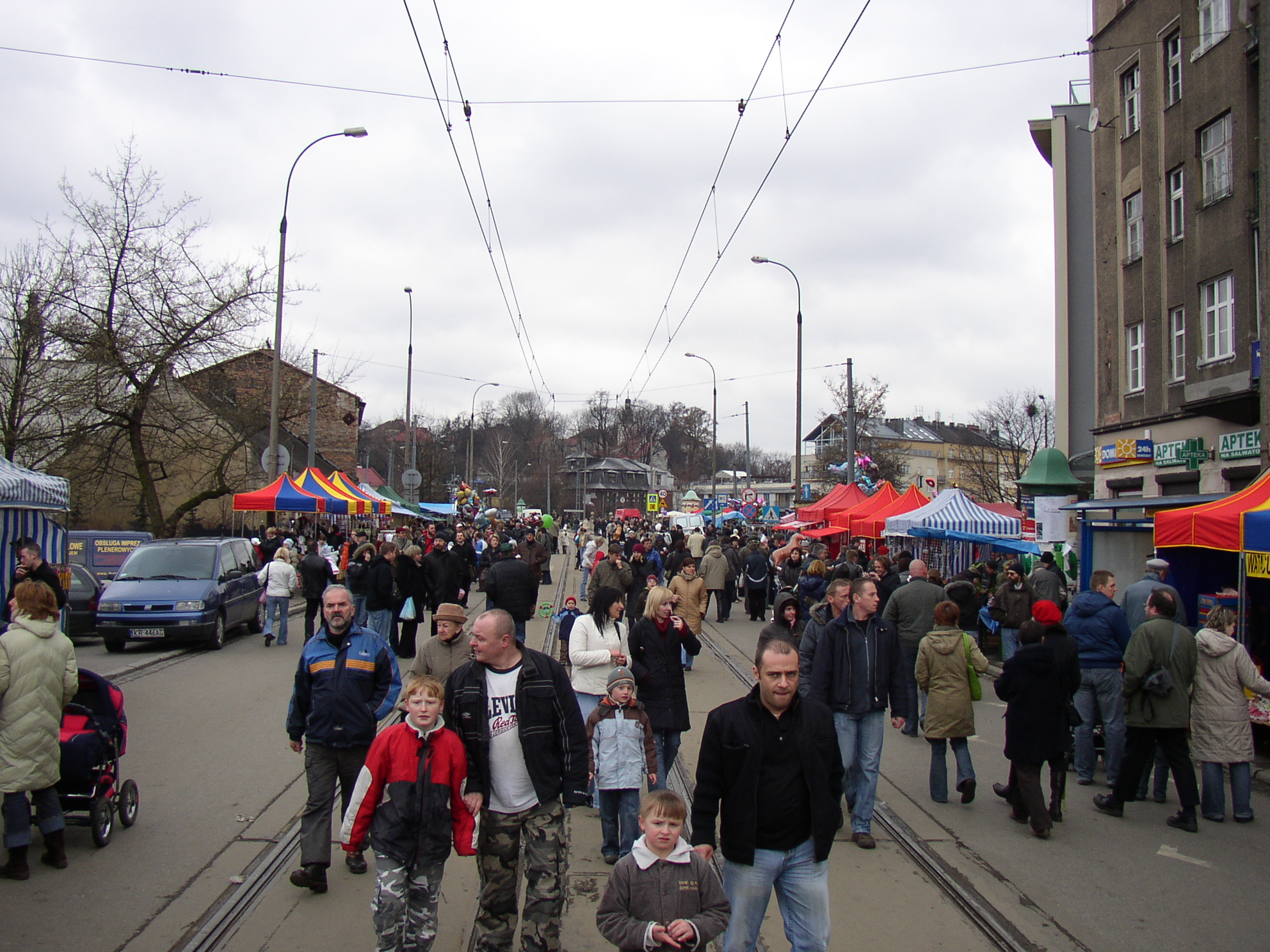
Празднование Эмауса в Кракове

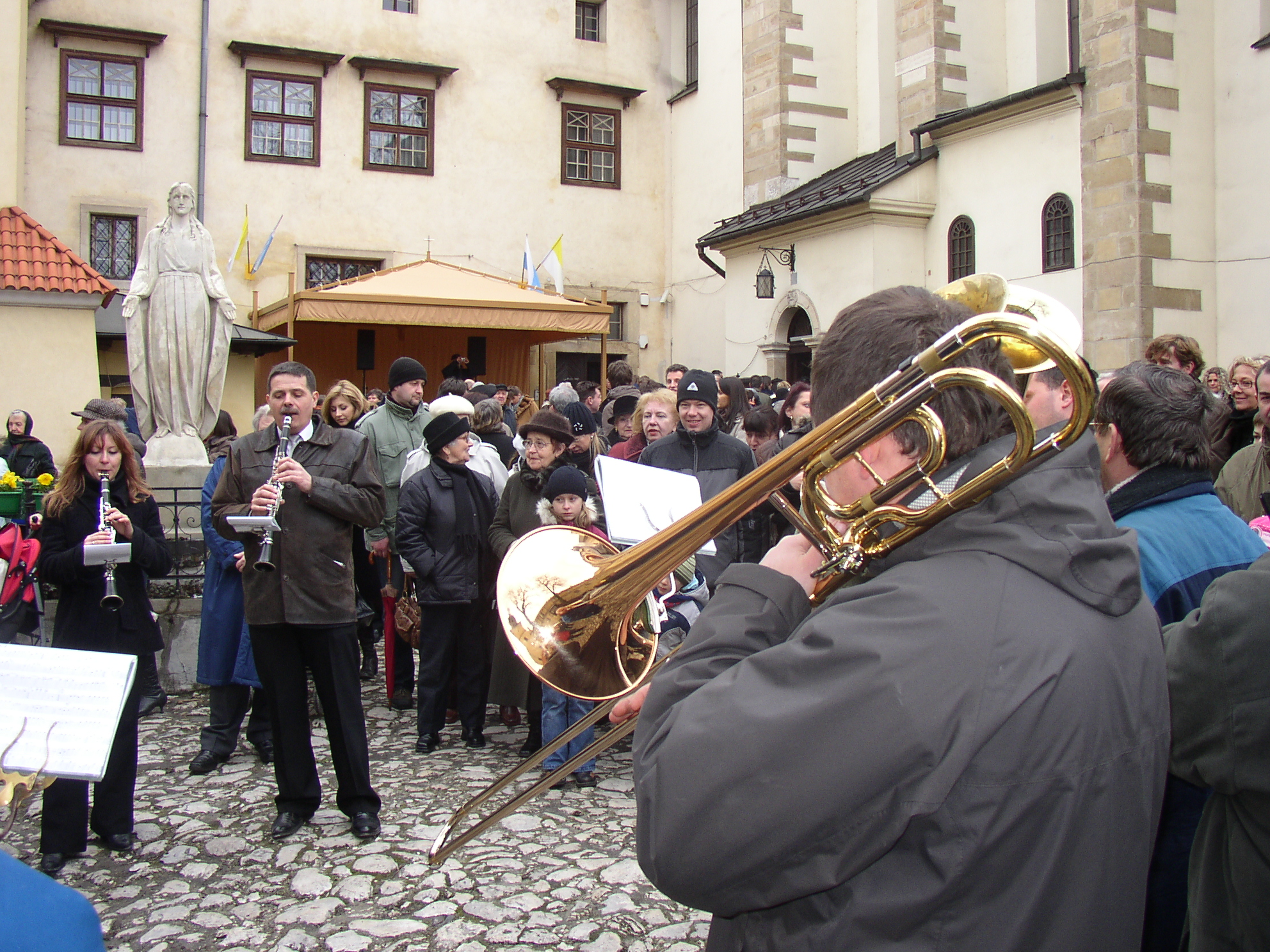
Празднование Эмауса в Кракове

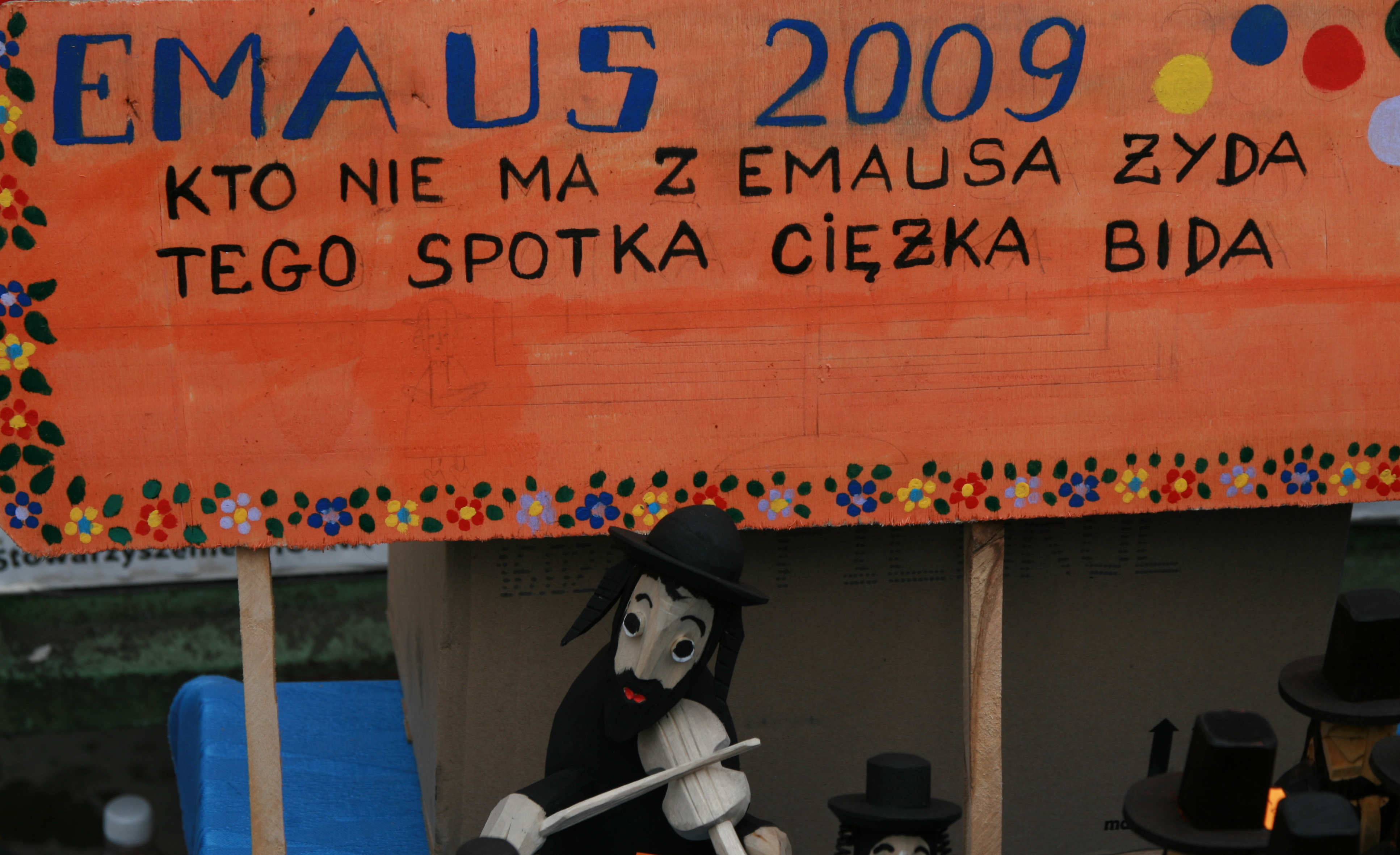
Продажа статуэток со стилизованным евреем во время празднования Эмауса в Кракове. На табличке написано: «Эммаус 2009. Кто не возьмёт с Эммауса жида — того встретит тяжкая беда»

Эма́ус (пол. Emaus) — народное ярмарочное гулянье, которое проходит в Пасхальный понедельник в некоторых населённых пунктах Польши, Словакии и Чехии. Традиция проведения этих гуляний известна с XII века. 
Праздник относится к библейской притче «Хождение в Эммаус», которая описана в Евангелии от Луки.

## В Польше
Празднование Эмауса в Польше до настоящего времени сохранилось в своей исторической форме в Кракове, где он отмечается на правом берегу реки Рудава в райне Сальватор в окрестностях монастыря норбертанок на пересечении улиц Эмаус, святой Брониславы и Тадеуша Костюшко. По традиции праздник начинается после проведения торжественной мессы, которую совершает в церкви святых Августина и Иоанна Крестителя краковский архиепископ. В Кракове в этот день участвующим в святой мессе в церкви святых Августина и Иоанна Крестителя уделяется индульгенция, в связи с чем этот праздник имеет альтернативное название «отпуст» (пол. odpust). 
Во время Эмауса в краковском Сальваторе устраивается ярмарка народного творчества, различные народные, музыкальные, спортивные и детские развлекательные мероприятия. Особенностью краковского варианта является катание на каруселях и качелях. На площади Звежинец за Дембицким мостом строят палатки и лотки, идет торговля игрушками, значение которых в древности было, видимо, магическим (фантастические птицы, петушки, лошади, свистки, пищалки, деревянные фигурки стилизованного еврея и пр.), галантереей, сладостями.
Впервые Эмаус в Кракове упоминается в рукописи секретаря папского легата Джованни Паоло Муканти, который находился в городе в 1596—1597 годах.

«В Пасхальный понедельник я пошёл смотреть церковь, которая называется Эмаус, где собралась большая толпа обоих полов. Молодёжь и дети сохранили обычай в этот день хлестать друг друга вербовыми ветвями».
Оригинальный текст (пол.)"W poniedziałek wielkanocny poszedłem oglądać kościół, który nazywają Emaus, gdzie zbiera się wielki tłum obojga płci. Wszystka młodzież i żacy zachowują dawny zwyczaj noszenia dnia tego różdżki wierzbowej, na której rozwinięte są bazie"

В прошлом в Кракове после торжественного застолья горожане устраивали шествия различных религиозных и общественных организаций, в которые была вовлечена значительная часть жителей.
Эмаус был также известен в Познани. Ранее он проводился в окрестностях церкви святого Иоанна Иерусалимского за стенами. Традиция празднования Эмауса в Познани была утрачена. В настоящее время предпринимаются попытки его возрождения в Познани и в городе Пиньчув, где он ранее отмечался на холме святой Анны около одноимённой часовни.